# رود اوفتیوگا
رود اوفتیوگا (انگلیسی: Uftyuga) یک رودخانه در استان ولوگدای کشور روسیه است.